# Rijksarchief te Bergen

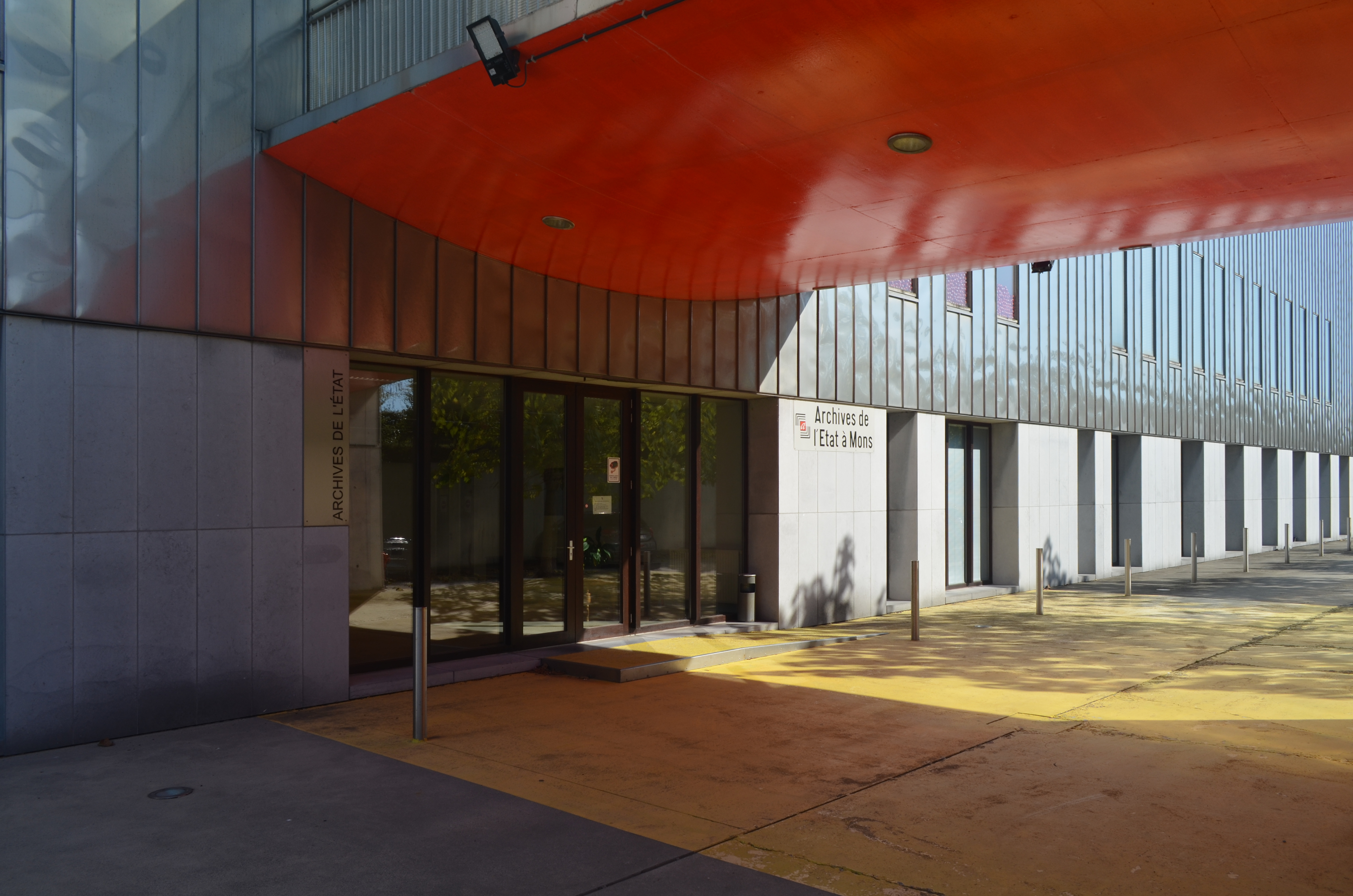
De ingang van het Rijksarchief te Bergen

Het Rijksarchief te Bergen is een van de twintig vestigingen van het Belgische Rijksarchief. Het bevindt zich in Bergen en bewaart archieven met betrekking tot het oostelijk deel van de provincie Henegouwen.

## Geschiedenis
In 1788 werd besloten om het archief van de Staten van Henegouwen samen te voegen met de oorkonden van de graven en gravinnen van Henegouwen. Dit archiefdepot, dat zich aan de Grote Markt van Bergen bevond, was de directe voorloper van het Rijksarchief.
Vanaf 1834 beschikte het Rijksarchief over lokalen in het voormalige jezuïetenseminarie. Het archief bleef daar tot 1872. Dat jaar verhuisde de instelling naar het vroegere visitandinnenklooster, dat tot 1870 had dienstgedaan als gevangenis (en sinds 2021 het MUMONS huisvest).
Toen in 1895 het Rijksarchief te Doornik werd afgeschaft, werden de Doornikse archieven naar Bergen overgebracht. Op 14 mei 1940 werd het Rijksarchief zwaar getroffen tijdens een Duits bombardement. Slechts 150 strekkende meter aan ancien-régimearchieven bleven bewaard.
Sinds 2006 is het Rijksarchief ondergebracht op zijn huidige locatie. Het Rijksarchief bevindt zich op het laagste niveau van de evementenhal Lotto Mons Expo, vlak bij het winkelcentrum Les Grands Prés en het station van Bergen.
In 2023 verhuisde het stadsarchief van Bergen naar de lokalen van het Rijksarchief, nadat de federale overheid en het stadsbestuur daarover een overeenkomst sloten.

## Collectie

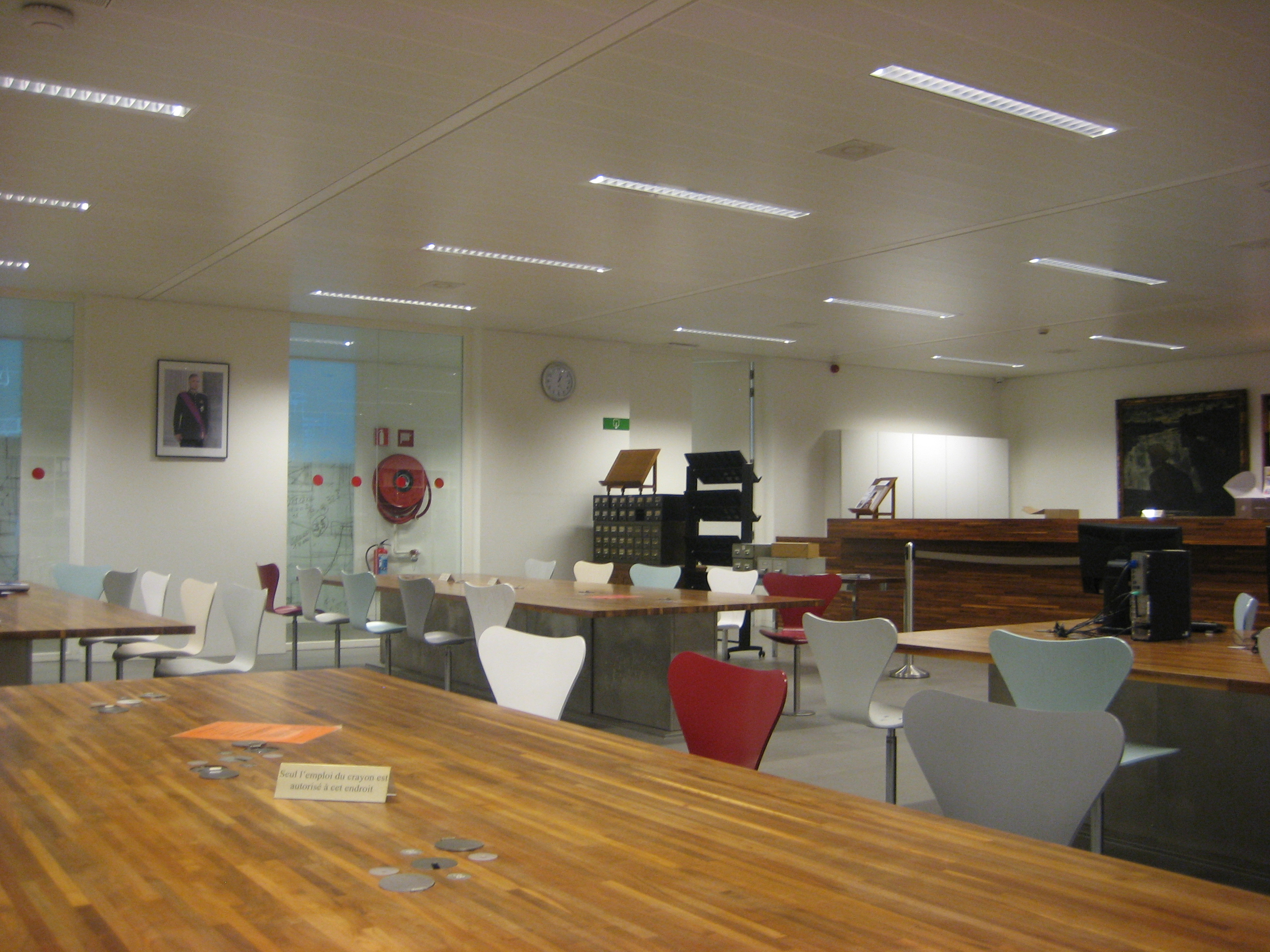
De leeszaal van het Rijksarchief te Bergen

Het Rijksarchief te Bergen bewaart 25 strekkende kilometer archief van instellingen, verenigingen, families of natuurlijke personen die hun zetel of verblijfplaats hebben of hadden op het grondgebied van de voormalige gerechtelijke arrondissementen Bergen en Charleroi.
- De archieven van de heerlijkheden van Erquennes, Beaumont, Walhain, enz.
- De oorkondenschat van de graven en gravinnen van Henegouwen
- De archieven van de hoven en rechtbanken uit de arrondissementen Charleroi en Bergen
- De archieven van de buitendiensten van diverse federale overheidsdiensten
- Het archief van het bestuur van het departement Jemmapes (1794-1814) en van de provincie Henegouwen (1815-1830)
- Notarisarchief van de arrondissementen van Bergen en Charleroi
- Archieven van kerkelijke instellingen uit het ancien régime: kapittel van Sint-Vincentius van Zinnik, abdij Saint-Feuillien te Rœulx, klooster van de Penitentienen te 's-Gravenbrakel enz.
- Bedrijfsarchieven, met name over de steenkoolwinning
- Persoonlijke archieven, onder meer van de familie de Caraman-Chimay en van Léo Collard
- Registers van de burgerlijke stand en haar retroacta